# Aresky Gomes de Amorim
Aresky Gomes de Amorim (Avaré, 1 de agosto de 1898 – Rio de Janeiro, 6 de fevereiro de 1982) foi um médico brasileiro. Filho de Antônio Carlos Gomes de Amorim e D. Ana Constância D’Ávila Amorim.
Graduado em medicina pela Faculdade de Medicina do Rio de Janeiro em 1926. Foi eleito membro da Academia Nacional de Medicina em 1944, sucedendo Fernando Magalhães na Cadeira 70, que tem Antônio Cardoso Fontes como patrono.